# Hisperica famina
Con il nome di Hisperica Famina si indica canonicamente un insieme di quattordici componimenti latini riconducibili all’Irlanda del VII secolo d.C., caratterizzati dall’utilizzo di un pastiche linguistico particolarmente vario e complesso.

## Tratti generali
Il titolo Hisperica Famina significa Detti Occidentali. Si tratta di quattordici componimenti di argomento vario, dalla rappresentazione di alcuni elementi tipici della vita scolastica dell’epoca alla descrizione di fenomeni naturali, fino alla narrazione di una sorta di impresa militare. I testi sono scritti in quella che è stata definita una “prosa assonante”, essi infatti non rispettano la struttura di nessun tipo di verso, quindi non possono essere detti propriamente poetici, ma presentano un gioco di assonanze e ritmi che li distinguono dalla prosa.
Vero elemento unificante e caratterizzante di questi testi è il tessuto linguistico. Gli Hisperica Famina, infatti, sono scritti in un latino molto particolare e ricercato, ricco non solo di neologismi ma anche di grecismi, ebraismi e celtismi che, ad eccezione degli ultimi, l’autore, o gli autori, del testo trasse da glossari del tempo. Il risultato di questo polimorfismo è un testo molto complesso, di cui non sempre è possibile comprendere il significato esatto.
mestum extrico pulmone tonstrum,

sed gaudifluam pectoreis arto procellam arthereis,

cum insignes sophiae speculator arcatores,

qui egregiam urbani tenoris propinant faucibus linpham,

uipereosque litteraturae plasmant syllogismos.»
Cavo fuori dai polmoni un mesto turbamento,

Trattengo nella trachea l’allegria che scorre tempestosa,

Quando osservo gli insigni studenti della sofìa

Che riversano dalle loro bocche l’eccelsa linfa di urbana eleganza ,

e plasmano i sillogismi serpentini delle lettere.»
(I versi iniziali degli Hisperica Famina nella redazione A)
Proprio per la sua difficoltà intrinseca, nonché per la varietà della sua tradizione, che attesta l’esistenza di almeno quattro redazioni diverse del testo, l’opera ha sollevato numerose discussioni tra gli studiosi. Tra gli elementi dibattuti i più rilevanti sono la data e il luogo d’origine del testo e del suo autore e, ancor più, lo scopo per cui questi testi furono scritti. Alla questione dello scopo del testo si associa poi quella dell’interpretazione da dare delle varie redazioni, che a sua volta apre il dibattito sul ruolo da assegnare agli autori di ogni redazione. 
La varietà dei contenuti rende difficile definire uno scopo unitario per l’opera, cosicché tra gli specialisti si trovano diverse ipotesi in proposito. Una delle prime ipotesi, formulata da Heinrich Zimmer, fu che l’opera avesse un intento enciclopedico, simile a quello del De nuptiis di Marziano Capella. Nei primi decenni del novecento Edward Rand ipotizzò che si trattasse di una sorta di esperimento letterario, volto a saggiare fino a che limite potesse spingersi l’inventiva retorica. Sempre nell’ambito della produzione scolastica, Robert Macalister, e a seguire Max Niedermann, suggerirono che potesse trattarsi di temi assegnati a degli studenti come esercizi, di cui poi fossero stati raccolti i più meritevoli.
Tra le ipotesi più recenti possiamo annoverare quella di Paul Grosjean, che intende gli Hisperica Famina come una sorta di libro di testo, utilizzato per insegnare gli usi più elevati della retorica agli studenti delle classi avanzate; secondo questa teoria le varie redazioni corrisponderebbero a copie del testo utilizzate dai maestri e di volta in volta rielaborate dagli stessi. A partire da un ulteriore suggerimento di Macalister, si è fatta strada tra gli studiosi l’ipotesi parallela che potesse trattarsi di un’opera con contenuti non cristiani, che utilizza una lingua particolare per veicolare antichi racconti celtici, differenziandoli linguisticamente dalla predominante cultura cristiana. Il testo quindi raccoglierebbe sia episodi narrativi, come avviene per l’ultimo componimento, sia testi magico-evocativi. A questa ipotesi si sono avvicinati anche Michael Herren, pur appoggiando in parte la proposta di Grosjean, e John Carey. Quest’ultimo, infine, promuove anche una tesi secondaria di Zimmer, secondo cui le diverse redazioni potrebbero costituire varie declinazioni, ad opera di altrettanti maestri, di alcuni temi prefissati. Secondo Zimmer vari maestri, ricevuti alcuni canovacci che abbozzavano gli argomenti di cui trattare e liste di vocaboli particolari da inserire nel testo, si sarebbero autonomamente cimentati nel trarre da questi elementi dei testi organici, che costituiscono quelle che adesso consideriamo le diverse redazioni.
La questione resta tuttora irrisolta e largamente dibattuta.
Per quanto riguarda l’autorialità del testo va evidenziato che, per via della disparità tra le varie redazioni, si pensa generalmente a una pluralità di scrittori, ciascuno attivo su una redazione. Sebbene non venga individuato nessun nome dietro queste figure misteriose si è spesso circoscritto il loro ambiente di produzione a quello scolastico.

## Contenuti dei componimenti

### Prologo
I primi tre componimenti vertono sui temi della retorica e dell’insegnamento, avendo come soggetto uno o più gruppi di studenti. Nel prologo assistiamo al discorso di un personaggio che vede avvicinarsi alla propria terra un gruppo di nuovi scolari e rivolge subito loro un lungo discorso di scherno, ricco di artifici retorici, in cui esalta la propria abilità nell’arte dell’eloquenza e, paragonandosi ora a soldati all’assalto ora a potenti elementi naturali, si professa pronto a rivaleggiare con uno dei nuovi arrivati. Il componimento procede per immagini, spesso metaforiche, accostate le une alle altre in un modo che non sempre rende possibile comprendere il fluire del ragionamento. Per questo motivo l’interpretazione del passo non è univoca e c’è chi vede nel brano non il discorso di un solo personaggio verso un altro bensì un dialogo tra i due, in cui entrambi si scambiano attacchi vicendevoli in una sorta di duello di eloquenza.

### De duodecim vitiis Ausonicae palathi
Questa breve sezione tratta dei dodici errori che colpiscono la parlata latina degli anglo-sassoni.
Anche questo componimento è oggetto di varie interpretazioni, specie in merito alla sua autonomia dal testo precedente. Esso, infatti, non presenta un sottotitolo nel codice Reginense e tratta un tema strettamente legato a quello precedente; pertanto alcuni studiosi lo considerano la parte conclusiva del prologo, interpretandolo come un’ultima stoccata dello studente locale all’imperizia del nuovo arrivato.

### Incipit lex diei
Questo componimento, il più lungo del testo, contiene la descrizione della giornata di un gruppo di studenti. Il testo si apre con una lunga descrizione dell’alba e del risveglio della natura, indugiando sulla rappresentazione del riprendere della vita della campagna, partendo dai vari animali e arrivando all’inizio del lavoro dei contadini. Nel corpo centrale del testo viene descritta la vita degli studenti, dalla sveglia, alle letture mattutine fino al ritorno nelle proprie abitazioni alla sera, con la divisione dei compiti notturni. Particolare risalto è dato, all’incirca a metà giornata, al viaggio degli studenti verso un villaggio, dove si recano per trovare qualcuno che offra loro del cibo. Sia in questa circostanza sia nel finale l’autore non manca di sottolineare la pericolosità dei luoghi, infestati di bande di briganti, un tema che tornerà nell’ultimo componimento. Infine, è interessante notare che il finale del testo riprende l’andamento dei versi iniziali chiudendosi in una Ringkomposition: con l’imbrunire l’autore intraprende una descrizione del tramonto e del ritorno degli animali speculare a quella presentata per l’alba, addirittura ponendo gli animali descritti nel medesimo ordine dei versi iniziali. Queste attenzioni retoriche, afferma Andy Orchard, sottolineano la letterarietà del testo, che per molto tempo è stato, invece, denigrato dagli studiosi moderni.

### Sezione naturalistica (De caelo; De mari; De igne; De campo; De vento)
I componimenti De caelo (Il cielo), De mari (Il mare), De igne (Il fuoco), De campo (Il campo) e De vento (Il vento) contengono la “barocca” descrizione di questi elementi naturali. I vari fenomeni sono raffigurati con termini ricercati e astrusi, ne è un esempio l’utilizzo del termine ebraico arotus (ebr. oroth) per indicare la stella, in questo componimento e altrove. Per questi componimenti e per i quattro seguenti è stata rilevata una vicinanza con il genere degli indovinelli celtici e antico-inglesi: essi sono concatenati tra loro, spesso a due a due, attraverso riprese dei versi iniziali o finali da un componimento con l’altro, seguendo uno schema tipico di questo genere letterario.

### De plurimis
Il titolo De plurimis, inteso da Herren come “Varie cose”, va probabilmente tradotto, come suggerisce Giovanni Polara, con “La folla”. Il testo, per l’appunto, descrive una folla variopinta, soffermandosi sulle vesti colorate dei personaggi e gli oggetti che tengono tra le mani. Si è ipotizzato che la distinzione dei colori delle vesti possa rappresentare un diverso grado di avanzamento scolastico dei personaggi, secondo un uso attestato nelle scuole di bardi irlandesi.

### De taberna e De tabula
I due componimenti, seguendo un andamento affine, descrivono due oggetti legati alla vita del monaco-scriba: un contenitore per i libri e una tavoletta cerata per la scrittura. Partendo da una descrizione della struttura dell’oggetto, l’autore passa a descrivere il modo in cui l'opifex (l’artigiano) l’ha costruito, soffermandosi soprattutto sul momento in cui il materiale necessario viene strappato alla natura. Mentre l’identificazione della tabula con la tavoletta da scrittura è univoca, c’è dissenso tra gli studiosi sul significato della taberna, che Herren considera una borsa a tracolla mentre Polara uno scaffale, basandosi per questa interpretazione su uno scolio a Giovenale.

### De oratorio
Riallacciandosi ai due componimenti precedenti il De oratorio descrive un altro elemento fondamentale della vita monacale: la cappella. Dal testo emerge la volontà di trasmettere un’idea di stabilità e solidità della costruzione, evidenziandone la struttura quadrata dei suoi elementi. 
Quadrigona edicti stabilitant fundamenta templi»
Le quadrate fondamenta del detto tempio le danno stabilità»
(vv. 549-550)

### De oratione
Come si evince dal titolo del testo, “La preghiera”, questo brevissimo componimento, di soli dieci versi, costituisce una vera e propria preghiera a Dio. La divinità è rappresentata nell’atto di prendersi cura e far prosperare la terra e gli uomini. Da notare il fatto che, nei versi finali, l’autore si affidi a Dio con una metafora marinaresca, in cui lo scrivente si raffigura come un navigante in un mare tempestoso che chiede una barca per fuggire.

### De gesta re
L’ultimo componimento, genericamente detto “Un’impresa”, racconta uno scontro armato tra un gruppo di cacciatori e gli abitanti del luogo della caccia, insorti per difendere il loro territorio. La prima metà del testo è occupata dalla descrizione della caccia, arricchita di echi virgiliani, mentre la seconda parte verte sulla narrazione del combattimento tra le due fazioni, vinto dal gruppo di cacciatori. Nella conclusione l’autore afferma che i racconti dei pochi sopravvissuti tra i locali daranno origine a una moltitudine di storie.
Ciò che è interessante evidenziare in questo testo è il comparire di alcuni elementi tipici del folklore celtico. Si tratta essenzialmente di gesti specifici dei combattimenti, quali gli scherni prima dello scontro, volti a spaventare il nemico, o il grido finale sul corpo del nemico ucciso, ma anche l’utilizzo di un’espressione particolare che si ritrova in due racconti irlandesi di alcuni secoli dopo:
priusquam atroces alitum veherent in aethera ungues.»
Prima che i crudeli artigli degli uccelli li portino nei cieli.»
(vv. 598-599)
Altro elemento di rilievo è il fatto che questo stesso componimento si trasformi radicalmente nella redazione B, diventando il racconto di un’impresa per mare, durante la quale un gruppo di soldati viene inghiottito da un mostro marino e sopravvive mangiando la carne del mostro stesso. Basandosi sulla ricorrenza di questo mito in racconti orali di tutte le culture e sulla presenza di elementi folkloristici celtici nella redazione A, Carey ha ipotizzato che gli Hisperica Famina costituiscano una prima attestazione scritta di alcune storie irlandesi, affidate all’epoca alla trasmissione orale, e che la peculiarità linguistica dei testi sia dovuta alla volontà degli autori di distinguere questo materiale da quello cristiano della cultura scritta predominante, come già supposto da Herren e Macalister.

## Luogo e data d'origine
L’origine del testo come il suo scopo ultimo restano ad ora oggetto di discussione. L’ipotesi più accreditata, che si tratti di un’opera irlandese del VII secolo, è dedotta principalmente dal raffronto del testo con altri ad esso legati e da alcune informazioni desunte dall’opera stessa.
Per quanto riguarda la data di composizione viene indicato come terminus post quem la composizione delle Etymologiae di Isidoro di Siviglia, redatte tra il 612 e 620 d.C. È importante notare che questo testo non solo fu usato per comporre gli Hisperica Famina ma che i termini isidoriani ricorrono nell’opera quasi in serie, rispettando l’ordine con cui li troviamo nell’originale. Per questo motivo è possibile supporre che l’autore degli Hisperica Famina avesse davanti un’edizione compiuta del testo e non delle eventuali compilazioni precedenti e che vada quindi collocato dopo il 650, quando l’opera Isidoriana iniziò a diffondersi in Irlanda.
A questo confronto si aggiunga quello con un passo della Historia Ecclesiastica gentis Anglorum di Beda, in cui l’autore tratta della presenza di studenti anglo-sassoni in Irlanda: “erant ibidem [in Hibernia] eo tempore multi nobilium simul et mediocrum de gente Anglorum, qui tempore Finani et Colmani episcoporum relicta insula patria vel divinae lectionis vel continentioris vitae gratia illo secesserant. Et quidam quidem mox se monasticae conversationi feliciter mancipaverat, alii magis circuendo per cellas magistrorum lectioni operam dare gaudebant, quos omnes Scotti libentissime suscipientes victum esi cotidianum sine pretio, libros quoque ad legendum et magisterium gratuitum praebere curabant.”  (“In quel tempo c’erano in Irlanda molti Angli sia nobili sia di bassa condizione che, al tempo di Finan e Colman, lasciata la loro isola, si erano ritirati là per dedicarsi o allo studio della Scrittura o a una vita più asceticamente impegnata. Alcuni di essi subito si dedicarono in modo completo alla vita monastica, altri invece preferirono coltivare lo studio della Scrittura andando dai vari maestri di monastero in monastero. Gli scotti li avevano accolti tutti molto benignamente e davano loro gratituitamente il cibo per il giorno e libri per studiare, e inoltre li istruivano senza compenso.”) Il passo descrive una situazione che ben si attaglia a quella che sta alla base degli Hisperica Famina: un gruppo di studenti venuti da altrove per ragioni di studio che si spostano alla ricerca di maestri e di ospitalità. Questa immagine di studenti stranieri giunti in Irlanda per studiare sembra emergere da alcuni passi degli Hisperica Famina. Ad esempio, ai versi 271-274 troviamo un gruppo di studenti intenti a chiedere un aiuto agli abitanti del luogo, con la difficoltà di comunicare in una lingua sconosciuta. Il passo, la cui interpretazione non è univoca, sembrerebbe quindi avvalorare l’ipotesi che gli studenti di cui si parla non siano irlandesi, se si sceglie di intendere l’espressione ausonica catena come un riferimento al fatto che l’unica lingua straniera parlata dagli scolari fosse quella ausonica, ovvero il latino, e pertanto non riuscissero a comunicare in irlandese con i locali.
Ut melchilentum concesserint opiminium?

Nam ausonica me subligat catena;

Ob hoc scottigenum haud †cripitundo eulogium.»
Che ci concedano la dolcezza dei loro beni? 

Infatti mi lega la catena d’Ausonia 

Per cui non chiacchiero un buon irlandese.»
(vv. 271-274)
Il contesto dunque si adatta a quello descritto da Beda per gli anni dei vescovi Finan e Colman e, a sostegno di questa datazione, si aggiunge un ulteriore elemento: la stesura da parte di Aldelmo di Malmesbury di una lettera da cui emerge la conoscenza degli Hisperica Famina da parte dello scrittore. Dal momento che Aldelmo deve aver studiato questo testo mentre frequentava la scuola di Malmesbury, tra il 660 e il 670, la stesura dell’opera va collocata prima di questo momento. Sulla base di questi elementi si tende oggi a fissare la data di composizione degli Hisperica Famina proprio tra gli anni 651-664, durante i quali furono vescovi Finan e Colman. Questa opinione sembra essere stata tendenzialmente accettata dagli studiosi successivi ad Herren, prima del quale alcuni collocavano l’opera anche un secolo prima.
Per quanto riguarda il luogo d’origine degli Hisperica Famina, così come per quello in cui sono ambientati, c’è ancora molta discussione. L’opinione degli studiosi varia dalla semplicità di Francis Jenkinson “La scena è collocata in un paese in cui la lingua degli abitanti è Irlandese. L’opera è presumibilmente scritta in Irlanda [...] e l’autore un componente, studente o maestro, di una scuola irlandese”; all’agnosticismo di Grosjean: “A meno di non ritrovare, un giorno, un esemplare con data e luogo, per così dire, la questione dell’origine non potrà essere risolta.”
Herren colloca gli Hisperica Famina, sia come origine sia come ambientazione, in Irlanda, appoggiandosi alla vicinanza tra la scena rappresentata e il già citato passo di Beda. In antitesi, Herren prova a ipotizzare che la situazione sia da ribaltare completamente, pensando che il gruppo di nuovi studenti del Prologo non giunga in Irlanda bensì in una colonia irlandese in Inghilterra. Questa ipotesi alternativa, tuttavia, viene presto smentita dal momento che, secondo lo studioso, l’ambiente descritto dal testo non si adatta a quello che si riscontrava nelle colonie irlandesi del 650 d.C.
Per dar conto di un’opinione differente, basti citare l’articolo di Stefano Pittaluga che colloca lo svolgimento dei primi componimenti non in Irlanda bensì in Inghilterra, interpretando un elemento del prologo come un riferimento a questa regione. Lo studioso, infatti, rifacendosi a una serie di esempi in cui ricorre questa terminologia, interpreta l’espressione triquadra tellus, riferita alla terra in cui giungono gli studenti, come un’allusione alla Britannia, isola triangolare. La situazione finora descritta di un gruppo di studenti anglo-sassoni venuti in Irlanda a studiare verrebbe totalmente sradicata, tanto che Pittaluga arriva a ipotizzare che gli studenti stessi non provengano dalle isole britanniche bensì dal continente, forse dalla Gallia.

## Fonti
Si possono individuare tre fonti principali per gli Hisperica Famina, oltre ad altre secondarie: alcune opere di Isidoro di Siviglia, il De excidio Britanniae di Gildas e Virgilio, probabilmente esclusivamente le Georgiche e l'Eneide.
Delle opere di Isidoro di Siviglia gli Hisperica Famina utilizzano soprattutto elementi delle Etymologiae ma anche alcuni termini da scritti secondari, soprattutto il De natura rerum e il De differentiis verborum. Interessante è il fatto che molti di questi termini compaiano, pur se in passi diversi, rispettando l’ordine che avevano nell’opera isidoriana.
Lo stesso meccanismo di ripresa lessicale che si vede applicato a Isidoro viene utilizzato per il De excidio Britanniae, da cui sono tratti molti termini che compaiono nel testo. La peculiarità della scelta dei vocaboli, sia per quanto riguarda Gildas sia per Isidoro, consiste nel fatto che l’autore eviti sempre accuratamente i termini più comuni, scegliendo, invece, i sinonimi più oscuri e sconosciuti.
Per quanto riguarda Virgilio la ripresa è operata a un livello più ampio, andando a ricavare dal testo non soltanto spunti lessicali ma anche topoi che vengono poi declinati dall’autore inserendo elementi tipicamente hisperici. Herren ipotizza che in questo caso l’autore non usasse semplicemente una copia delle opere virgiliane bensì che si trovasse davanti ad un testo glossato in cui le note erano spesso disposte in modo fuorviante. In questo modo l’autore, fraintendendo il significato di alcuni termini o applicando alcune glosse alle parole sbagliate, avrebbe poi creato alcuni dei casi più oscuri degli Hisperica Famina.
Oltre a questi testi, l’autore si servì certamente di alcuni glossari, per noi irrimediabilmente perduti, di termini greci ed ebraici oltre ai testi dei grammatici Donato e Prisciano. Infine, per pochi versi è probabile che si possa rintracciare l’influenza di alcuni passi biblici, significativamente tratti dalla Vulgata Geronimiana e non dalle traduzioni precedenti, che ancora vediamo utilizzate in Gildas.

## Testi correlati
Lo stile peculiare degli Hisperica Famina non appartiene solo a questo testo nello specifico, bensì si può considerare caratteristico di una sorta di genere letterario che si sviluppò e diffuse in ambito principalmente irlandese nel VII secolo, cessando la sua produttività in un breve arco di tempo. Secondo alcuni studiosi l’origine più lontana del genere andrebbe rintracciata già nel Galles di inizio VI secolo, nel contesto della produzione di Gildas, da cui si sarebbe spostato in Irlanda seguendo un percorso per noi sconosciuto.
Oltre agli Hisperica Famina possiamo ascrivere a questo genere la Lorica di Laidcenn (nota anche come Lorica di Gildas), la Lorica di Leiden, la Rubisca e l’inno di Saint Omer (o Adelphus adelpha meter). Questi quattro testi, indipendenti tra loro e rispetto agli Hisperica Famina, riprendono lo stesso stile lessicale originale e poliglotta, volto alla creazione di un testo ellittico e ricercato. 
Le loricae (armature) sono delle preghiere, che affondano le loro radici in incantesimi apotropaici degli antichi culti pagani e sono strutturate in modo da elencare una serie di parti del corpo per cui si chiede a Dio una protezione, fino ad arrivare a comprendere l’intera persona. Per quanto riguarda la Lorica di Laidcenn, essa veniva considerata precedente agli Hisperica Famina e quindi accostata all'Altus Prosator come una possibile fonte del genere letterario. Gli studi di Herren hanno, invece, attribuito questo testo a Laidcenn, un autore di pochi anni successivo alla prima redazione degli Hisperica Famina. L’anno di morte di questo scrittore, 664 d.C., fu utilizzato dallo studioso come un ulteriore terminus ante quem per la datazione degli Hisperica Famina.
La Rubisca si presenta come una sorta di parodia delle loricae, descrivendo un uccellino rosso (chiamato rubisca) servendosi di un elenco di parti del corpo, in questo caso dell’uccellino.
Infine, l’inno di Saint Omer è un’omelia in prosa ritmica che predica la necessità di evitare il male, trattando della caducità della vita umana. Un elemento che viene messo in rilievo rispetto a quest’ultimo testo è che la conoscenza del greco dimostrata dal suo autore è molto superiore a quella degli altri testi hisperici. Questo inno, che, come la Rubisca, forse va collocato in ambito continentale, seppur sempre di origine irlandese, è l’ultima attestazione del genere hisperico vero e proprio.
Oltre a questi testi già alla fine del VI secolo era stato composto l'Altus Prosator, un poema attribuito a Columcille, che non si riesce a stabilire se sia stato effettivamente usato come fonte dagli Hisperica Famina. Quest’opera presenta embrionalmente alcune caratteristiche nel lessico che poi si ripresenteranno nei testi hisperici, forse proprio a partire da questo antecedente.

## Tradizione
Il testo degli Hisperica Famina è trasmesso da tre codici, che attestano l’esistenza di quattro redazioni diverse. Di queste quattro soltanto le tre redazioni A, B e D attestano i componimenti veri e propri, e di queste soltanto la redazione A attesta integralmente i quattordici testi. La restante redazione C è, in realtà, un glossario che contiene dei termini riconducibili agli Hisperica Famina ma non a una delle altre redazioni. Oltre a queste redazioni esiste poi un quarto codice, redazione E, che conserva un breve passo in cui compaiono molti termini hisperici ma non presenta affinità tematiche con nessuno dei quattordici componimenti. Le redazioni e i rispettivi codici sono i seguenti:
- A: Città del Vaticano, Biblioteca Apostolica Vaticana, Reg.lat. 81, foll. 1-12
- B[18]: Lussemburgo, Bibliothèque nationale de Luxembourg, ms. 89, 3 schede; Parigi, Bibliothèque nationale de France, Lat. 11411, foll. 99-100
- C: Lussemburgo, Bibliothèque nationale de Luxembourg, ms. 89, 1 scheda
- D: Parigi, Bibliothèque nationale de France, Lat. 11411, foll. 101-102[19]
- E: Città del Vaticano, Biblioteca Apostolica Vaticana, Barb.lat. 477, fol. 59

Il codice Reginense è l’unico a presentare il testo nella sua interezza e attesta quella che viene definita redazione A, ovvero la redazione che comprende tutti e quattordici i componimenti sopra indicati. Il manoscritto risale ai secoli IX-X e proviene dall’area francese, forse da Fleury. In base ad alcuni errori, riconducibili alla cattiva lettura dell’esemplare da cui lo scriba copiava, si può dedurre che il manoscritto fu copiato da un codice irlandese, in quanto la scrittura irlandese è l’unica ad aver utilizzato alcuni tipi di legature e abbreviazioni che qui il copista male interpreta. È importante sottolineare che, benché sia la redazione più ampia, non è detto che sia la redazione più antica nè, tantomento, la versione originaria a cui le altre si sarebbero rifatte.
La redazione B è attestata da alcuni fogli del codice Lussemburghese e alcuni del Parigino: essa non solo omette tutta la sezione centrale (comprendente i componimenti da De mari a De oratorio) ma modifica anche alcuni componimenti ampliandoli, come nel caso di De oratione che risulta lungo il triplo di come si presenti in A, oppure riducendoli, come si verifica nell’ultimo componimento che risulta dimezzato. A questa situazione si aggiunga che il prologo, il De duodecim vitiis Ausoniae palatii e la Lex diei, si presentano in stato frammentario.
La redazione C è testimoniata da un solo foglio del codice Lussemburghese, in cui è riportato un glossario i cui termini sono tratti dagli Hisperica Famina ma da una versione diversa da quelle attestate negli altri codici, come si evince dal fatto che vi figurino alcuni termini che nelle redazioni del testo a noi note non compaiono. Questo foglio verosimilmente seguiva il testo completo di questa redazione.
La redazione D, attestata nello stesso codice Parigino della redazione B (nei fogli seguenti questa), riporta le sezioni De mari, De igne, De caelo, De campo, De vento e De taberna per un totale di soli 150 versi. Essa attesta circa sessanta termini che non compaiono nelle altre redazioni.
Infine, la redazione E attesta un passo in realtà inesistente negli Hisperica Famina, sebbene venga ad essi ricondotto e talvolta citato come una quinta versione. Esso non fu utilizzato dall’edizione di Herren né fu citato dal lavoro di Grosjean, come anche da quello di altri studiosi, nonostante comparisse già in un articolo di Kassius Hallinger del 1974. Il manoscritto viene menzionato, invece, dagli articoli di Orchard e di Carey.

### Edizioni
- Michael W. Herren, The Hisperica Famina I. The A-Text, Toronto, Pontifical Institute of Mediaeval Studies 1974 (Studies and Texts 31)
- Francis J. H. Jenkinson, The Hisperica Famina, Cambridge, University Press, 1908
- Angelo Mai, Classicorum Auctorum e Vaticanis Codicibus editorum tomus V, Roma, 1833, pp. 479-500. Ristampato in Jacques-Paul Migne, Patrologia Latina 90, 1185-1196

### Testi
- Venerabile Beda, Storia ecclesiastica degli Angli, a cura di Giuseppina Simonetti Abbolito e Bruno Luiselli, Roma, Città nuova, 1987, p. 222.
- Navigatio sancti Brendani, a cura di Rossana E. Guglielmetti - Giovanni Orlandi, Firenze, Edizioni del Galluzzo per la Fondazione Ezio Franceschini, 2014, pp. LXXI-LXXII

### Studi
- John Carey, The obscurantists and the sea-monster - Reflections on the Hisperica Famina, «Peritia» 17-18 (2003-2004), pp. 40-60
- Phillip Damon, The meaning of the Hisperica Famina, «American Journal of Philology» 74 (1953), pp. 398-406
- Robinson Ellis, On the Hisperica Famina, «Journal of Philology» 28 (1903), pp. 209-221
- Paul Grosjean, Confusa Caligo - Remarques sur les Hisperica Famina, «Celtica» 3 (1956), pp. 35-85
- Kassius Hallinger, Der barberinus latinus 477, in Sapientiae Procerum Amore. Mélanges médiévistes offerts à dom Jean-Pierre Müller O.S.B. à l’occasion de son 70ème anniversaire (24 février 1974), a cura di Theodor Wolfram Köhler, Roma, Pontificio Ateneo Sant’Anselmo, 1974 (Studia Anselmiana 63), pp. 21-64
- Michael W. Herren, Editing the Hisperica Famina – A Reply, «Cambridge Medieval Celtic Studies» 17 (1989), pp. 65-68
- Michael W. Herren, The Hisperica Famina II. Related Poems, Toronto, Pontifical Institute of Mediaeval Studies 1987 (Studies and Texts 85)
- Letteratura latina medievale, a cura di Claudio Leonardi, Firenze, SISMEL – Edizioni del Galluzzo, 2014 (Giovanni Polara, Il VII secolo, pp. 28-30)
- Andy Orchard, The Hisperica Famina as Literature, «The Journal of Medieval Latin» 10 (2000), pp. 1-45
- Stefano Pittaluga, Gli Hisperica Famina e la Britannia, in Stefano Pittaluga, Avvisi ai naviganti, a cura di Cristina Cocco, Attilio Grisafi, Francesco Mosetti Casaretto, Napoli, Liguori, 2014. Già apparso in Romanobarbarica, 5 (1980), pp. 185-190
- Maurice Roger, L'enseignement des lettres classiques d'Ausone à Alcuin, Parigi, 1905, pp. 238-56
- Jane Stevenson, Recensione del libro The Hisperica Famina II. Related Poems di Michael W. Herren, «Cambridge Medieval Celtic Studies» 16 (1988), pp. 100-103